# Castelflorite
Castelflorite ist eine Gemeinde in der Provinz Huesca in der Autonomen Gemeinschaft Aragonien in Spanien. Sie liegt im Osten der Comarca Monegros. Der Ort wurde 1264 erstmals urkundlich erwähnt.

## Bevölkerungsentwicklung
| 1991 | 1996 | 2001 | 2004 |  |
| ---- | ---- | ---- | ---- |  |
| 170  | 157  | 137  | 128  |  |

## Sehenswürdigkeiten
- Die einschiffige Pfarrkirche San Miguel Arcángel aus dem 16. Jahrhundert mit halbkreisförmiger Apsis und Barockkapellen.
- Die Einsiedeleien Santa Cruz und San Pedro.